# یاوه (جماعت)
یاوه جماعت و شهرکی در شمال غربی تاجیکستان است که در ناحیهٔ باباجان غفورف ولایت سغد قرار دارد. جمعیت این جماعت ۳۰٬۸۲۶ نفر است.